# Casa excavada

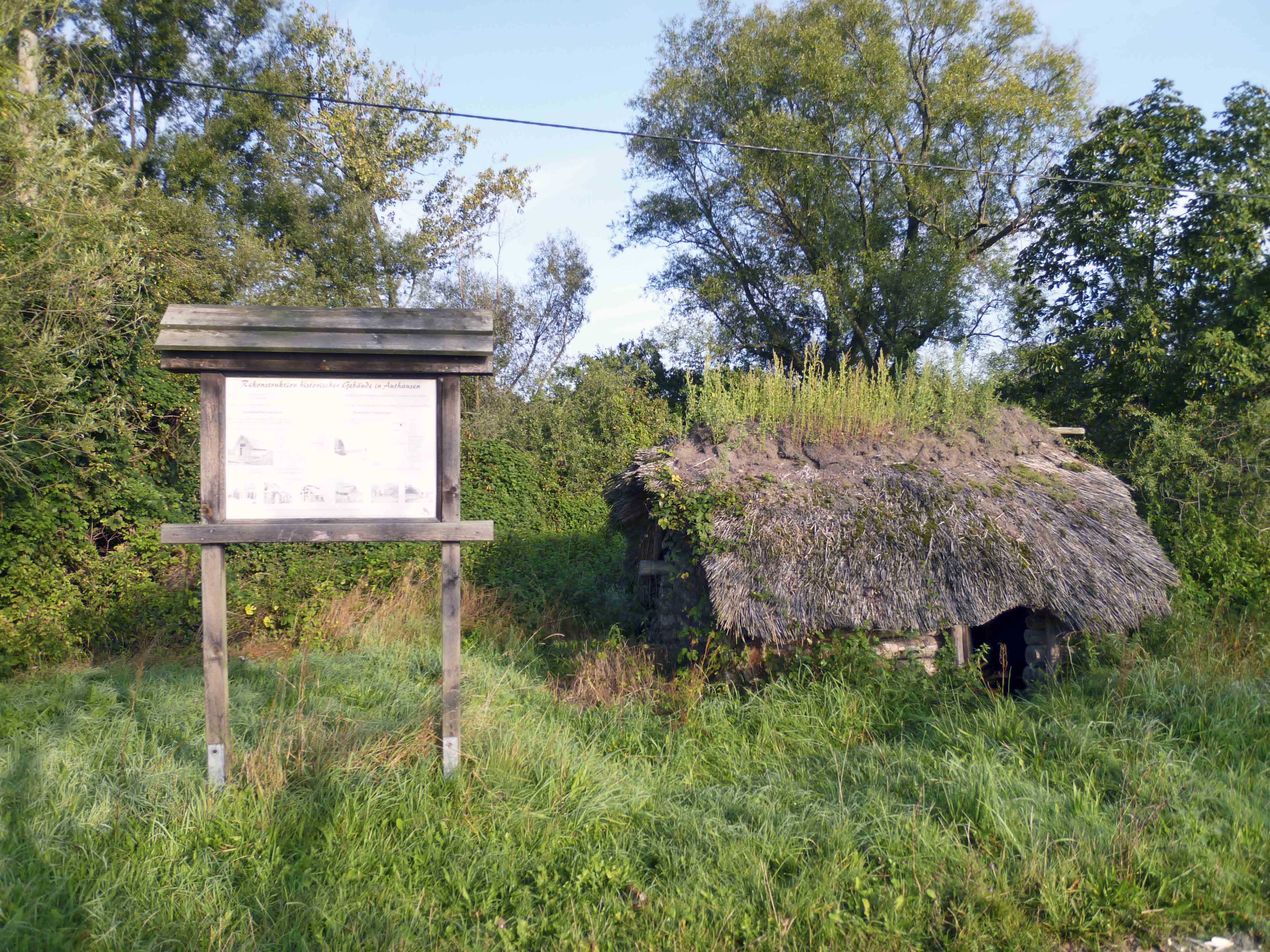
Reconstrucció d'una casa excavada a Authausen, Alemanya

Casa excavada o casa en rasa es diu d'un edifici que està semisoterrat. A més de servir de protecció enfront de climes extrems, aquestes estructures també s'empren per emmagatzemar aliment i per realitzar activitats culturals com la narració d'històries, dansa, cant i festeigs.
En arqueologia, les cases en rasa solen rebre el nom de SFB (acrònim en anglès de "sunken featured building") i de vegades en anglés "grubhut" o "grubhouse" traduint el mot alemany Grubenhaus. Se'n troben en moltes cultures arreu del món entre les quals, els pobles del sud-oest dels Estats Units com els anasazi o les cultures Fremont i Mogollon, així mateix en els cherokees, els inuit, els pobles de les planes i els habitants ancestrals de Wyoming (Smith, 2003) a Amèrica del Nord, els primers pobladors del llac Titicaca (Craig, 2005) de Sud-amèrica, els anglosaxons d'Europa i el poble Jomon del Japó.
Les úniques restes que solen quedar de l'habitatge excavat és el forat al terreny i altres orificis fets per donar suport al sostre. Al s. XIX es creia que la majoria de pobles prehistòrics vivien en cases excavades, tot i que s'ha demostrat que moltes de les estructures que es pensava que eren habitatges, de fet eren sitges subterrànies o servien per a altres objectius.

## Habitatges d'ossos de mamut

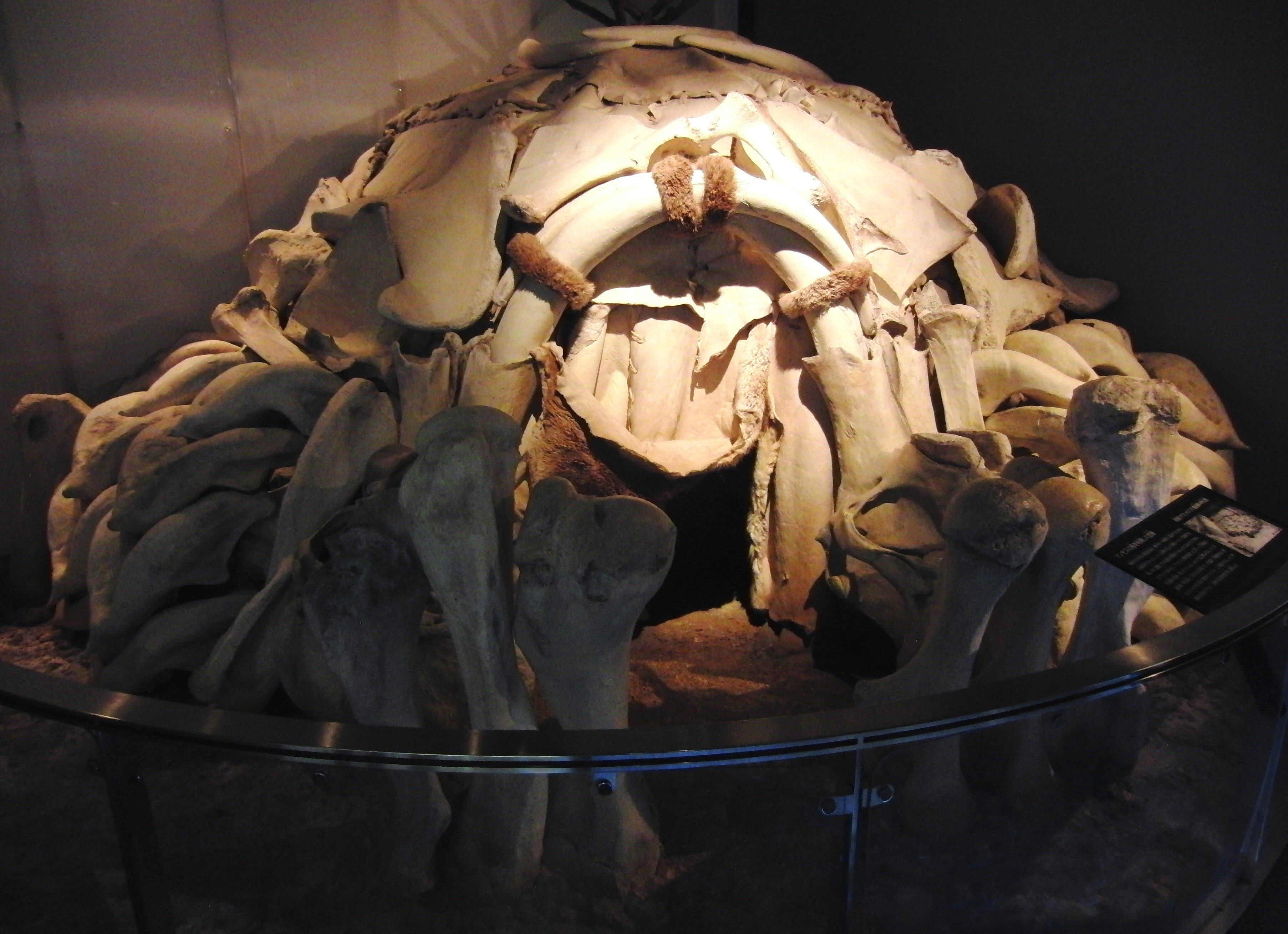
Habitatge d'ossos de mamut

Les cases en rasa més antigues que es coneixen es descobriren a Mezhyrich, Ucraïna central: es remuntaven al Paleolític superior, i s'havien construït amb ossos de mamut. La base té una forma circular o oval, de 4 a 6 m de diàmetre. Els ossos de les potes s'usaren per formar-ne els murs i al sostre s'empraren altres ossos plans i més lleugers. Segurament, s'usaven pells d'animals per aïllar l'habitatge de l'exterior. Cada casa tenia un fogó. Els grups de cases es distribuïen com un campament, i seria ocupat per famílies o parents durant setmanes o mesos.

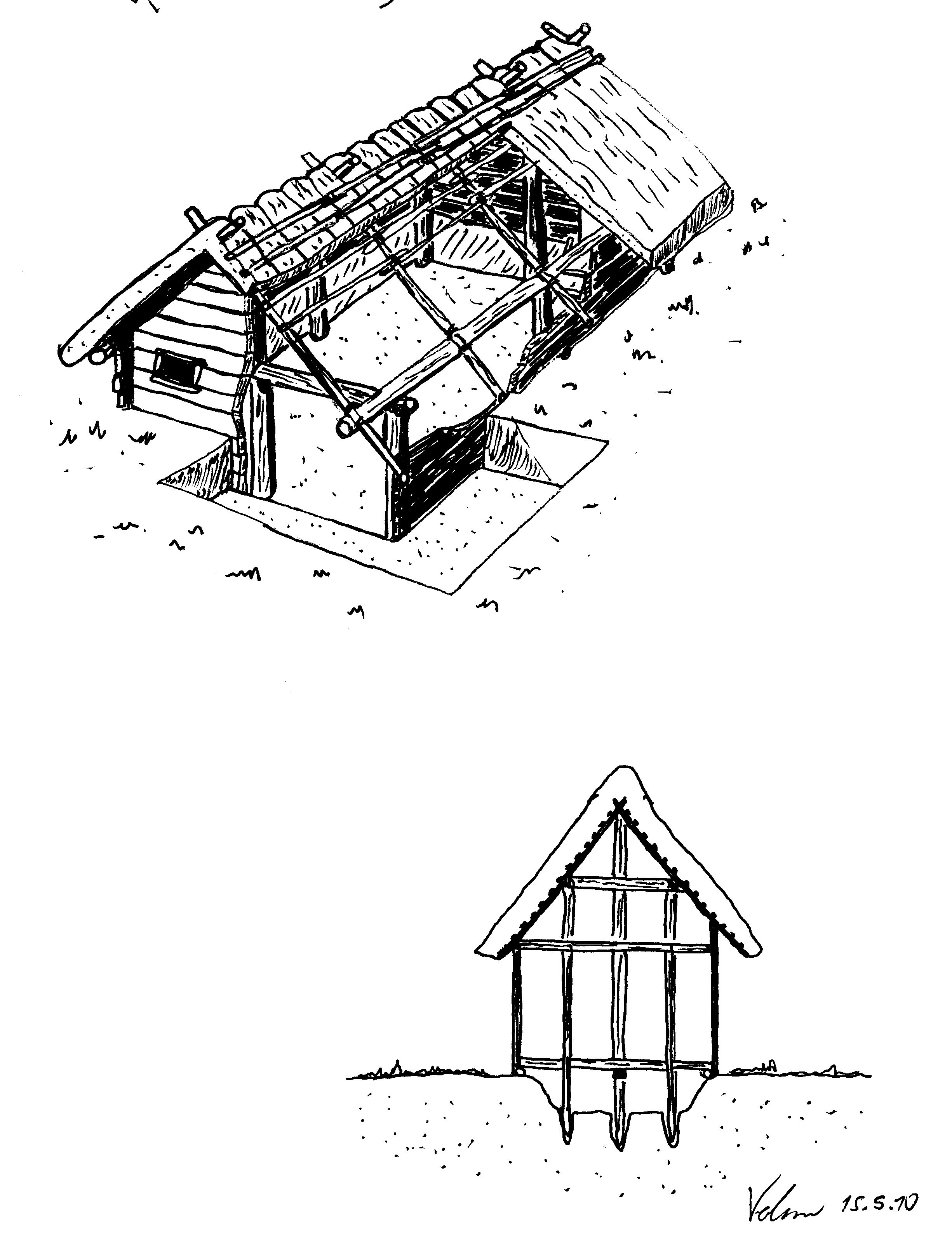

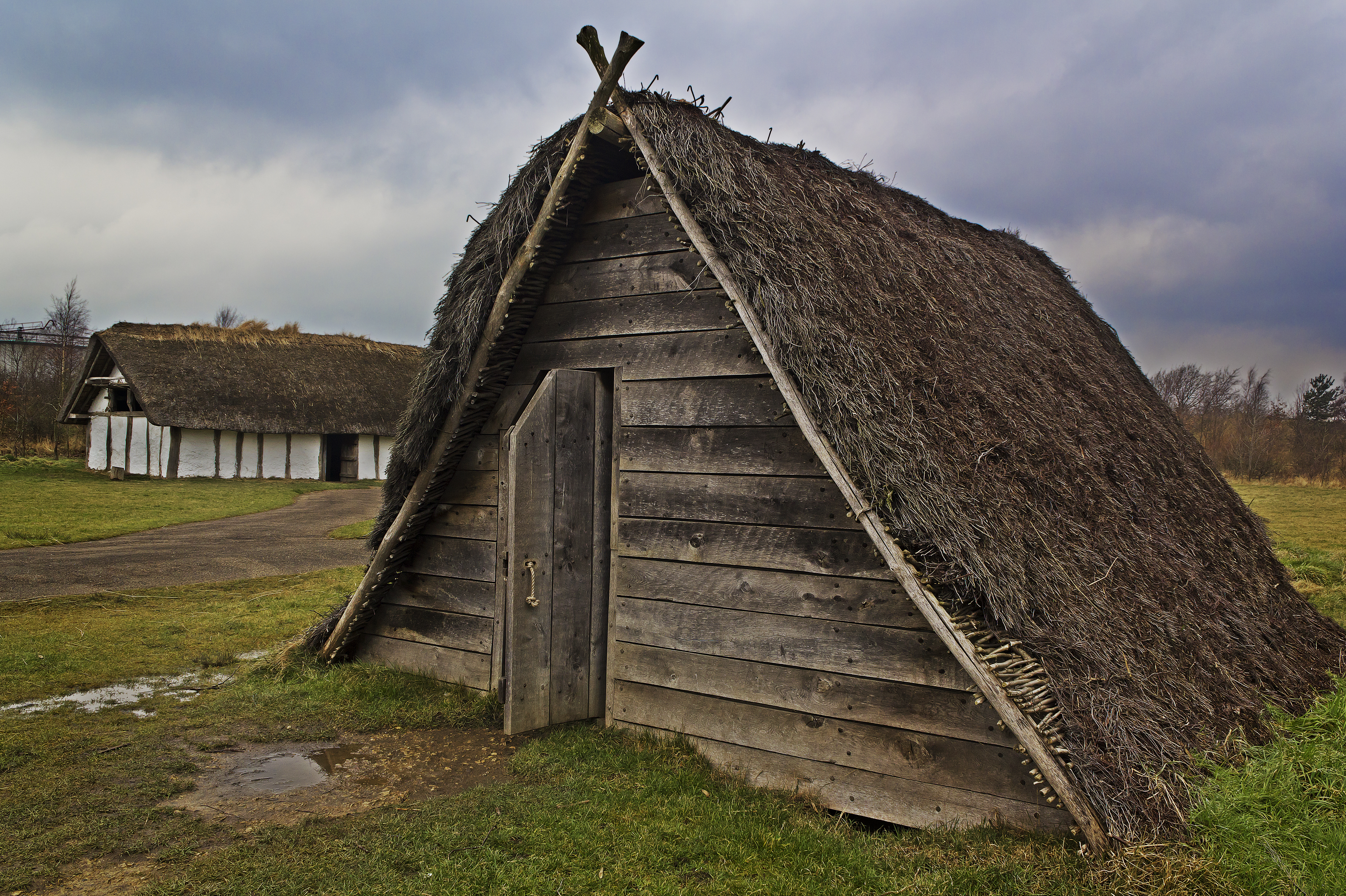
Reconstrucció

S'edificaren cases en rasa en molts indrets del nord d'Europa entre els s. V i XII de. A Alemanya s'anomenen Grubenhäuser (plural de Grubenhaus), al Regne Unit a voltes es denominen grubhuts, grubhouses o SFB.
Les troballes arqueològiques indiquen que es construïren en valls aproximadament rectangulars la fondària dels quals varia (depenent també del grau de conservació del jaciment). Algunes fan 0,25 m per 2 m per 1,5 més o menys, mentre que hi ha casos presos de les excavacions de West Stow (Regne Unit) on les mesures són 3,7 m-4,44 m de longitud per 2,72 m-3,5 m d'amplària per 0,58 m-0,97 m de profunditat. Dins la rasa es col·loquen dos (i de vegades cap, quatre o sis) pals de fusta considerables que s'immobilitzen fixant-los dins d'unse forats. Alguns arqueòlegs suggereixen que potser cobrien la rasa amb un sòl surant de fusta col·locat al damunt, de manera que la cavitat que hi quedés faria de magatzem o evitaria estar en contacte directe amb la humitat del sòl, encara que altres desestimen aquesta idea i suggereixen que les cases excavades no tenien sòls flotants. La cabana, segurament sense finestres, és coberta per un sostre de dues aigües recolzat sobre els pals de fusta i té un únic accés en un dels extrems. A West Stow es trobaren restes de taulons socarrats als anys 1970, la qual cosa suggereix una possible existència de sòls flotants. També es trobaren fogons que depassaven parcialment la vora de la rasa i que semblaven haver-se enfonsat quan es desfeu l'estructura que sostenia les parts que en sobreeixien (potser un sòl flotant).
Es considera que aquestes cases servien per a viure-hi. El seu ús, però, pot haver variat, especialment a nivell regional. A Europa occidental la seua petita grandària i el fet que poden trobar-se properes a altres edificis i haver-se trobat al costat de contrapesos de teler ha suscitat teories que afirmen que tenien un propòsit específic com cambres de teixidura. A les regions eslaves d'Europa oriental, aquestes cases són més grans i sovint tenen un fogó. En la majoria d'assentaments no hi ha indicis de construcció d'edificis per sobre del nivell del sòl.
Hi ha reproduccions de cases excavades en diversos museus a l'aire lliure, com ara a l'Hitzacker Archaeological Centre, al parc i museu de Kalkriese, al museu arqueològic a l'aire lliure d'Oerlinghausen i en la sepultura de Hochdorf.

## Casas excavades a Nord-amèrica
A les regions de l'interior del nord-oest del Pacífic, els pobles indígenes practicaven el nomadisme durant l'estiu i es dedicaven a la recol·lecció en diferents emplaçaments d'acord amb l'estació i a la seua tradició, però passaven l'hivern en cases excavades permanents semisubterrànies, situades en petites elevacions del terreny. Sovint, l'hivern era l'única època en què les famílies podien passar el temps junts, fins i tot pertanyent al mateix llogaret i tribu. Es congregaven en un cert nombre abans de l'arribada de les fires de comerç. Sovint aquestes cases es localitzaven al llarg dels principals rius i afluents, com el Columbia i el Fraser; eren normalment circulars, prou petites, estaven cobertes amb capes d'estora de jonc per aïllar-les del fred i conservar la calor a l'interior. Hi havia un orifici per a l'eixida del fum al centre i dins de l'habitatge; tot i que era càlid a l'hivern, també s'emplenava de fum.

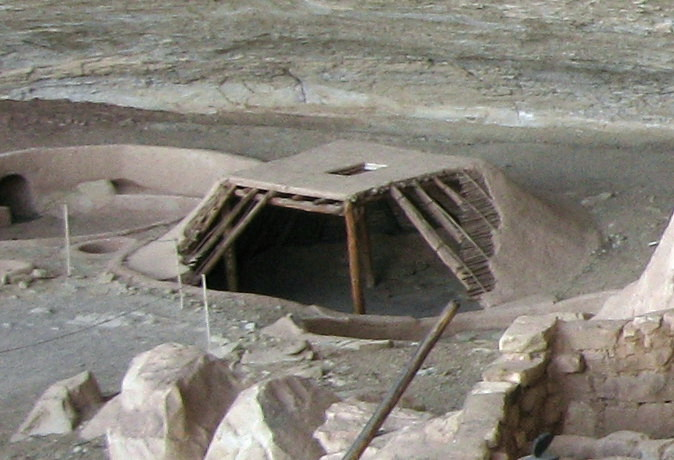
Reconstrucció d'una casa excavada en les ruïnes de Step House, situada al Parc Nacional de Mesa Verde, Estats Units. Deixa veure la rasa excavada, quatre pals de suport, l'estructura del sostre feta amb capes de fusta i fang, i també l'entrada practicada sobre el sostre

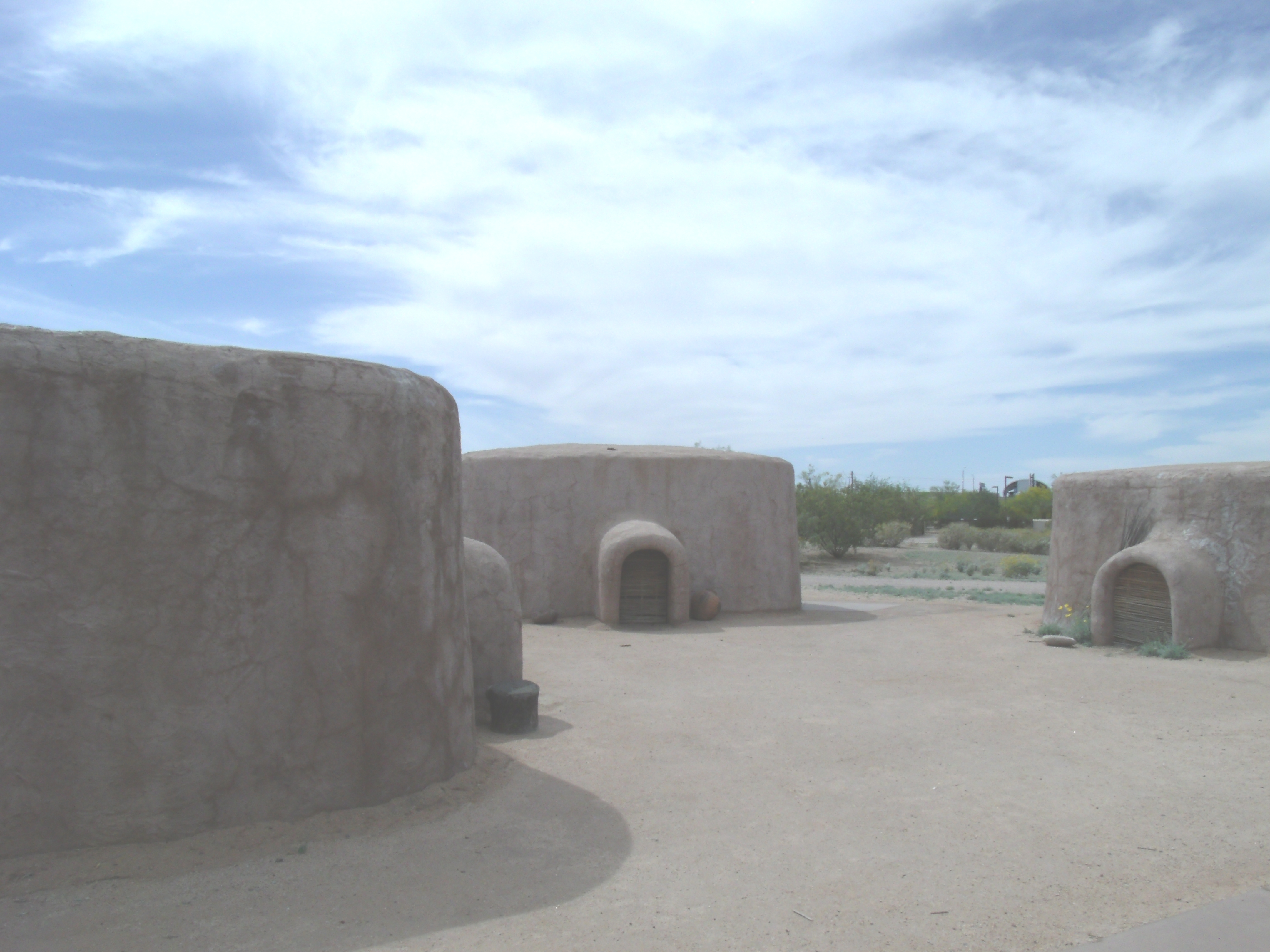
Aquestes són reproduccions de cases excavades. Es troben en les ruïnes de Pueblo Grande, Arizona. Mostren l'aparença que tenien les cases excavades de la cultura Hohokam fa mil anys

Al nord-oest de les Grans Planes i l'altiplà proper, els canvis climàtics, les condicions extremes i la temperatura dificultaven que s'hi pogués viure tot l'any. Els estius sufocants propiciaren la construcció d'estructures semblants a carpes o tendes de campanya, que eren portàtils. Per als mesos freds d'hivern, les cases excavades constituïen la protecció suficient per permetre la supervivència.

## Pautes culturals

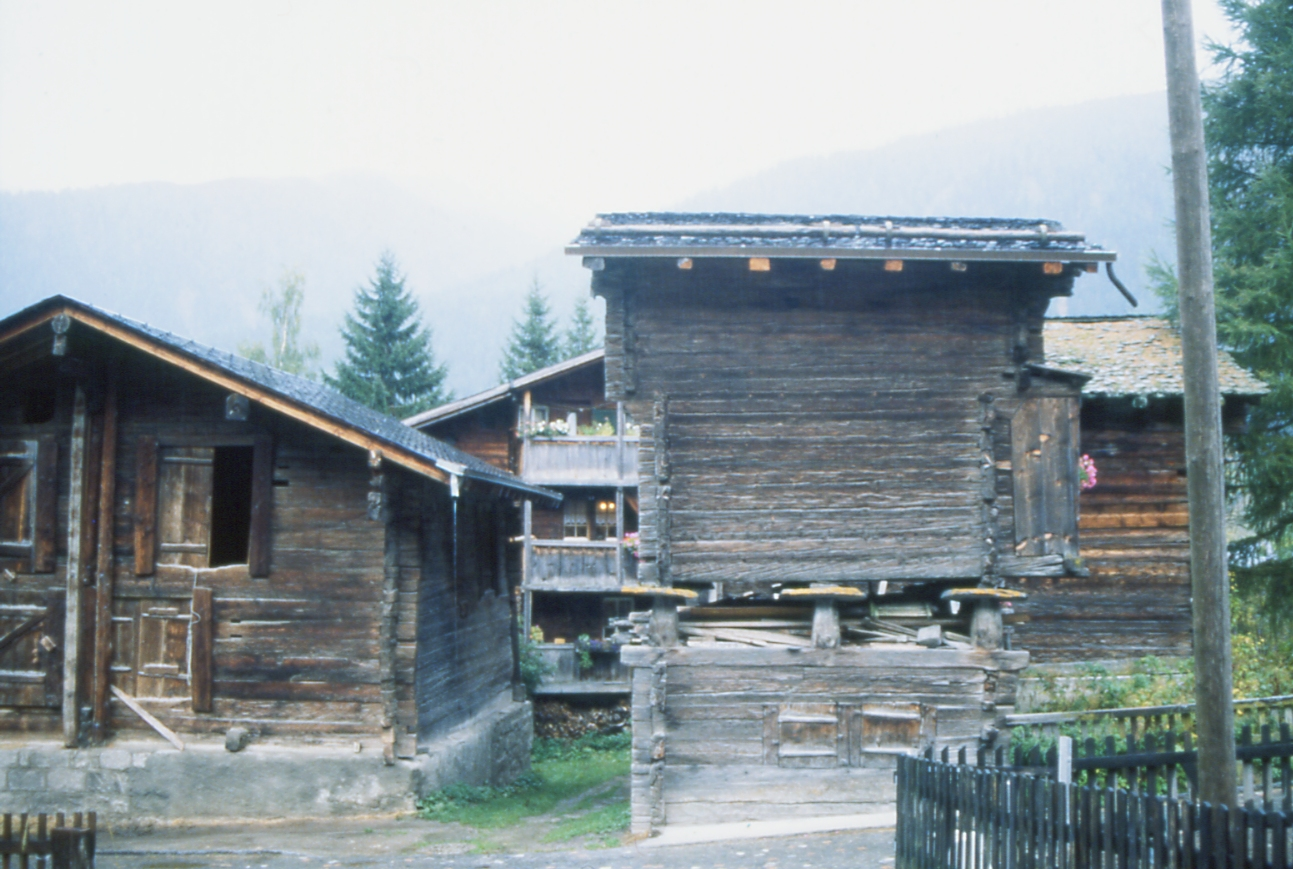
Graner situat en un celler de fusta. Les marques al sòl suggeririen una construcció en rasa

Una revisió del fenomen de les estructures excavades de l'Ethnographic Atles revela que 82 de les 862 societats preses com a mostra ocupen cases en rasa, bé com a habitatges primaris o secundaris.
Totes menys sis de les 82 societats que habiten per sobre dels 32º de latitud nord i quatre dels sis casos d'aquesta mostra que estan per sota d'aquests 32° nord pertanyen a regions d'"alta muntanya" a Àfrica oriental, Paraguai i Brasil oriental. L'últim exemple se'n refereix als Yami que habitaven una illeta al sud de Formosa.
Sempre es complien tres condicions en els grups de la mostra: 1) tenir un clima no tropical durant la temporada en què s'habiten les cases en rasa; 2) almenys un patró d'assentament biestacional; 3) dependre dels aliments emmagatzemats durant el temps que s'ocupen les cases en rasa. Aquestes condicions poden estar relacionades amb altres factors socials i la presència d'algun o dels tres elements en una societat no precondiciona l'ocupació de cases en rasa. Aquestes condicions, però, sí que es donaren en tots els casos d'ocupació de cases en rasa presents en l'Ethnographic Atles. Altres pautes culturals eren comunes però no universals en tota la mostra, per exemple: temporada freda d'assentament, baixes estimacions de població i sistemes polític i econòmic senzills.
La mostra etnogràfica es basa pràcticament en l'estudi de casos de societats situadas en latituds del nord. La temporada d'assentament en les estructures excavades sol ocórrer en l'estació freda, segurament per l'eficiència d'aquestes cases tèrmicament. Excavades en el terre, les cases en rasa es beneficien de las propietats aïllants del terre i de tenir un perfil baix, que les protegeix de la pèrdua de calor induïda per l'exposició al vent. En perdre menys calor per transmissió que les cases construïdes sobre el terreny, cal menys energia para mantenir temperatures estables dins l'estructura.
D'entre els 82 casos presos de l'Ethnographic Atlas, 50 societats tenien còmputs poblacionals i, d'aquestes, el 64% donava menys de 100 personas per assentament. Només en el 6% dels casos la xifra era de més de 400 persones per assentament. Els casos que denotaven més densitat de població eren els dels arikara i els hidatsa de les grans planes nord-americanes, així com els konso d'Etiòpia. Gilman atribueix la gran densitat dels arikara a l'existència del bisó.
L'assentament en estructures excavades se sol associar a sistemes polítics i econòmics senzills. Per al 86% de la mostra, no existien l'estratificació de classes ni la distinció social basades en la riquesa no hereditària. Algunes societats que utilitzen estructures excavades, però, es caracteritzen pel nivell de complexitat social d'una prefectura. En termes d'organització econòmica, el 77% de les societats que ocupen cases en rasa tenen economies basades en la caça i la recol·lecció. Això, però, no es considera una característica universalment consistent com la de la pauta d'assentament biestacional i la dependència del subministrament emmagatzemat durant el període d'ocupació de les cases excavades.
Durant el període de l'any en què la gent no ocupa aquestes estructures, s'hi acumulen aliments.
Moltes comunitats prehistòriques diverses usaren cases en rasa. Tot i que, en general, solen associar-se a les cultures del sud-oest dels Estats Units, com són les Freemont, Pueblo, Anasazi, Hohokam i Mogollon, els habitatges en rasa foren utilitzades per una gran varietat de pobles en molts indrets diferents els darrers 12.000 anys. S'han excavat grans formacions compostes per aquest tipus de cases en la Colúmbia Britànica (Canadà), entre les quals es troba el jaciment arqueològic de Keatley Creek.

## En l'actualitat
Tot i que moltes definicions referides a les cases excavades les presenten com estructures "premodernes" o "primitives", continuen sent exemples (juntament amb les edificacions de terra piconada) d'arquitectures elegants i sustentables, així com de tecnologies de disseny que funcionen amb les característiques ecològiques i ambientals d'un espai o emplaçament determinats. A Canadà, les cases en rasa són emblemàtiques del saber i pràctiques indígenes locals que construeixen amb la terra en comptes de contra la terra.
Un exemple actual i representatiu és la casa excavada recentment construïda al campament Unis'tot'en, una comunitat autònoma situada sobre la projectada North Gateway Pipeline, al territori ancestral del poble Wet'suwet'en (Colúmbia Britànica). Construïda per membres de la comunitat amb la col·laboració d'activistes i simpatitzants que viuen solidàriament en el campament, la casa és expressió d'alternatives constructives sostenibles.

## Vegeu
- Arquitectura subterrània.